# Rexy Mainaky
Rexy Ronald Mainaky (Ternate, 9 de marzo de 1968) es un deportista indonesio que compitió en bádminton, en la modalidad de dobles.
Participó en tres Juegos Olímpicos de Verano entre los años 1992 y 2000, obteniendo una medalla de oro en Atlanta 1996 en la prueba de dobles. Ganó dos medallas en el Campeonato Mundial de Bádminton en los años 1995 y 1997.

## Palmarés internacional
| Juegos Olímpicos   | Juegos Olímpicos         | Juegos Olímpicos  | Juegos Olímpicos |
| Año                | Lugar                    | Medalla           | Prueba           |
| ------------------ | ------------------------ | ----------------- | ---------------- |
| 1996               | Atlanta (Estados Unidos) | Medalla de oro    | Dobles           |
| Campeonato Mundial |                          |                   |                  |
| Año                | Lugar                    | Medalla           | Prueba           |
| 1995               | Lausana (Suiza)          | Medalla de oro    | Dobles           |
| 1997               | Glasgow (Reino Unido)    | Medalla de bronce | Dobles           |